# Латакия (мухафаза)
Латакия е провинция (мухафаз) в Сирия с площ 2297 км2. Населението ѝ е 1 008 000 души (по приблизителна оценка от декември 2011 г.). Административен център е град Латакия.

## Околии
1. Джебла
2. Латакия
3. Кардаха
4. Хаффа